# Companhia Nacional de Canto e Dança
A CNCD, Companhia Nacional de Canto e Dança é um grupo cultural moçambicano, fundado em 1979 com o nome Grupo Nacional de Canto e Dança, tendo adoptado a designação actual em 1983.
O objectivo da CNCD, fundado na sequência do 1ª Festival de Canto e Dança que teve lugar em Maputo em 1978, é a investigação, preservação e difusão das manifestações artísticas e culturais (especialmente a dança mas também o canto, poesia e contos) dos vários grupos étnicos que compõem Moçambique. 